# Chimamanda Ngozi Adichie

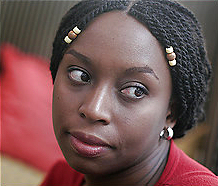
Chimamanda N. Adichie

Chimamanda Ngozi Adichie (Enugu, 1977. szeptember 15. –) nigériai írónő. A délkelet-nigériai Anambra Állam Aba nevű városából származik, az igbo törzsből.

## Tanulmányai
Enuguban született, de Nsukkában nőtt fel, ahol a Nigériai Egyetem található. Apja statisztikaprofesszor volt az egyetemen, és anyja is itt dolgozott. Adichie másfél évig a Nigériai Egyetemen tanult orvostudományt és gyógyszerészetet, ez idő alatt az egyetem katolikus diákjainak újságját, a The Compasst szerkesztette. Tizenkilenc évesen az Egyesült Államokba költözött. Először a philadelphiai Drexel Universityn tanult kommunikációt és politológiát, majd a Kelet-Connecticuti Egyetemre ment, hogy közelebb lakjon nővéréhez, aki a Connecticut állambeli Coventryben praktizált orvosként. 2001-ben summa cum laude végzett. 2003-ban a baltimore-i Johns Hopkins Egyetemen kreatív írásból, 2008-ban a Yale-en afrikai tanulmányokból szerzett mesterfokozatú diplomát. 2005–2006-ban a Princetoni Egyetemen, 2011-2012-ben a Harvardon tanított. Ideje egy részét Nigériában tölti, ahol kreatív írást tanít.

## Munkássága
1997-ben jelentette meg (Amanda N. Adichie néven) Decisions („Döntések”) című verseskötetét, majd 1998-ban For Love of Biafra („Biafra szerelméért”) című drámáját. 2002-ben You in America című novelláját jelölték Caine-díjra. 2003-ban That Harmattan Morning című novellája holtversenyben első lett a BBC novellaíró versenyén, The American Embassy című írásáért pedig O. Henry-díjat nyert. Half of a Yellow Sun című novellájáért elnyerte a 2002/2003-as David T. Wong-díjat.
2003-ban jelent meg Purple Hibiscus („Lila hibiszkusz”) című első regénye, mely 2005-ben elnyerte a Nemzetközösségi Írók Díját legjobb első regény kategóriában, ezenkívül 2004-ben Orange-díjra jelölték. Második regénye, a Half of a Yellow Sun („Aranyló fél napkorong”; a kérészéletű Biafrai Köztársaság zászlaja után) 2006-ban jelent meg. A regény a biafrai háború előtt és közben játszódik, és 2007-ben Orange-díjas lett. Bár a háború idején még nem élt, családtagjai és ismerősei elbeszélése révén nagy hatással volt rá ez a korszak. Harmadik kötete, a The Thing Around Your Neck című novellagyűjtemény 2009 áprilisában jelent meg. 2010-ben szerepelt a The New Yorker 20 Under 40 („Húsz negyven év alatti író”) kiadványában. Ceiling („Mennyezet”) című novellája bekerült a Legjobb amerikai novellák 2011-es kiadásába.

## Művei
- 2003: Purple Hibiscus
- 2006: Half of a Yellow Sun (magyarul megjelent Az aranyló fél napkorong címmel, 2013)
- 2009: The Thing Around Your Neck
- 2013: Americanah
- 2013: Checking Out
- 2014: We Should All Be Feminists
- 2015: Apollo
- 2016: The Arrangements: A Work of Fiction
- 2017: Dear Ijeawele, or A Feminist Manifesto in Fifteen Suggestions
- 2020: Zikora

## Magyarul
- Az aranyló fél napkorong; ford. Kiss Árpád; Sawasawa, Budapest, 2013
- Americanah; ford. Kiss Árpád; Sawasawa, Budapest, 2016

## Diszkográfia
- "Flawless" (Beyoncé, Chimamanda Ngozi Adichieval)